# Noventa di Piave
Noventa di Piave  (Noventa de Piave in veneto) è un comune italiano di 7 019 abitanti della città metropolitana di Venezia in Veneto.

## Geografia fisica
Situata nella bassa pianura veneta, nella zona del Basso Piave, Noventa di Piave sorge sulla riva sinistra del fiume Piave.  
Il comune è costituito dalle frazioni di Cà Memo, Romanziol e Santa Teresina per un totale di 18 km². confina a nord con Salgareda (TV), a est con San Donà di Piave, a sud con Fossalta di Piave e ad ovest con Zenson di Piave (TV).

## Storia

### L'età antica
Diversi reperti archeologici attestano la frequentazione abitativa di Noventa fin dal I secolo a.C. Il territorio, infatti, rientrava all'epoca nell'agro meridionale centuriato di Opitergium (Oderzo).

### Il medioevo
Dopo le devastazioni del periodo altomedievale, intorno al X secolo si costituì un nuovo insediamento, anche grazie all'ottenimento da parte dei Veneziani dell'autorizzazione di Ottone III (996) a realizzare un porto e un mercato lungo la sponda del Piave nel punto terminale del corso navigabile del fiume.

Nel 1090 l'imperatore Enrico IV concesse in feudo la pieve e parte del territorio di Noventa alla famiglia Strasso, mentre la sovranità temporale apparteneva al Patriarcato di Aquileia. Dominio degli Ezzelini a partire dal 1177, con la violenta estinzione del casato (1260) la giurisdizione su Noventa passò al comune di Treviso. Successivamente Noventa divenne teatro di continue guerre di cui furono protagonisti gli Scaligeri, i Da Camino e i Carraresi, interessati a includere Treviso nei loro possedimenti.

### La Repubblica di Venezia
Nel XIV secolo, in seguito al definitivo passaggio della Marca Trevigiana sotto la Serenissima Repubblica di Venezia, il territorio di Noventa fu incluso nella Podestaria di Oderzo e suddiviso in sette colmelli: Chiesa, Guaiane, Gonfo, Lampol, Sabbionera, Romanziol, Tessere di Grassaga.
Il dominio della Repubblica di Venezia assicurò quattrocento anni di pace, durante i quali Noventa divenne il centro più attivo e popolato della zona. Lo sviluppo si basò principalmente sull'attività del porto fluviale, ma anche sul commercio di cavalli, attività che andò sempre più a caratterizzare l'economia noventana. Animali pregiati erano acquistati nei paesi dell'Europa dell'Est, specialmente in Ungheria, per essere successivamente venduti nei principali mercati italiani.
Il periodo fu contrassegnato dal ripetersi di alluvioni, carestie ed epidemie, talvolta con un tasso di mortalità superiore al cinquanta per cento della popolazione (come nel caso della peste del 1630-1631). Ciò nonostante, con il consolidarsi del controllo della zona da parte dei Veneziani, si verificò un sensibile sviluppo socioeconomico. Infatti, a partire dalla fine del Cinquecento, furono costruite diverse dimore patrizie: le ville dei Memo, degli Erizzo, dei Molin, degli Zen, dei Da Mosto. Molti di questi complessi erano arricchiti dalle opere dei più celebri artisti dell'epoca, come villa Da Mula a Romanziol, progettata da Jacopo Sansovino e affrescata, secondo una recente attribuzione, da Benedetto Caliari, fratello di Paolo Veronese.

### Da Napoleone all'Unità d'Italia
Con la caduta della Repubblica di Venezia, cominciò anche il lento declino di Noventa. Dopo un primo alternarsi di governi francesi e austriaci, Noventa fu soggetta dal 1806 al 1814 al Regno d'Italia napoleonico e poi, dalla caduta del Bonaparte fino al 1866, al Regno Lombardo-Veneto. Sotto i Francesi fu elevata a Comune, ma perse il ruolo di centro principale della zona a vantaggio di San Donà, che divenne sede di Distretto. Agli Austriaci si deve l'importante opera di rafforzamento e di innalzamento delle arginature del Piave. Con la nascita del Lombardo-Veneto, Noventa divenne il settimo Comune della Provincia di Venezia, sotto il Distretto di San Donà. Essendo un Comune di IV classe, venne affidato a due Consigli: un Convocato Generale ed una Deputazione Comunale.
Il 16 febbraio 1848 gli echi risorgimentali provenienti dai centri più importanti del Paese arrivarono a Noventa, quando gli abitanti sfilarono lungo le strade cantando in dialetto veneto e gridando «abbasso il sigaro» (una forma di protesta utilizzata a Milano nei mesi precedenti contro il pagamento dei dazi alle finanze austriache).
Il 22 marzo del 1848 i cittadini di Noventa si unirono al Governo Provvisorio di Venezia guidato da Daniele Manin, instaurando una municipalità ed una Guardia Cittadina. L'autogoverno fu di breve durata: infatti, il 1º maggio dello stesso anno, il 47º reggimento del barone Kang Babenburg rioccupò il paese.

### Dal 1866 a oggi
Il 18 luglio 1866 entrarono nel paese i Cavalleggeri Monferrato che decretarono la fine del dominio austriaco, confermata dal plebiscito del 22 ottobre con il quale Noventa entrò a far parte del Regno d'Italia. Il primo sindaco fu Antonio Ca' Zorzi, eletto il 23 dicembre del 1866. L'anno successivo prese la denominazione attuale.
Verso la fine del XIX secolo, la costruzione della ferrovia Venezia-San Donà-Portogruaro e l'imporsi del trasporto su strada portarono alla decadenza del porto fluviale, che continuò a essere utilizzato solo per l'attività legata allo scavo e al trasporto della sabbia e della ghiaia.
Durante la prima guerra mondiale si verificò l'evento più tragico della storia di Noventa. Nell'autunno del 1917, dopo la Battaglia di Caporetto, il fronte si assestò lungo il Piave. L'arrivo dell'esercito austro-ungarico fu preceduto dallo sfollamento della popolazione, dal trasferimento degli uffici comunali a Roma e dall'abbattimento del campanile della chiesa di San Mauro (per evitare il suo sfruttamento come torre di osservazione). Gli scontri lungo il Piave durarono un anno e portarono alla completa distruzione del paese e di gran parte del patrimonio artistico e architettonico del suo territorio. I danni furono così ingenti che l'autorità governativa ne sconsigliò la ricostruzione, ma la volontà degli abitanti prevalse e Noventa fu riedificata a partire dal 1919.

### Simboli
Lo stemma e il gonfalone sono stati concessi con decreto del presidente della Repubblica n. 3545 del 6 aprile 1987.
Appare chiaro il riferimento al commercio dei cavalli, un tempo fiorente con la vicina Oderzo; nella fascia ondata si richiama il Piave e nelle sette palle i borghi (o colmelli) in cui, nel passato, si divideva il territorio comunale.
Il gonfalone è un drappo di azzurro.

## Monumenti e luoghi d'interesse

### Architetture religiose
- Chiesa parrocchiale di San Mauro Martire, che ospita al suo interno uno dei più bei pulpiti progettati e fabbricati dall'intagliatore di Treviolo Cesare Zonca
- Oratorio della Beata Vergine del Rosario
- Oratorio del Redentore di Ca' Memo

### Architetture civili
- Annessi di villa Da Mula Guarnieri (sec. XVI)[14]
- Villa Bortoluzzi Del Pra (sec. XVIII)[14]
- Villa Ca' Zorzi (sec. XIX)[14]
- Villa Doria De Zuliani (sec. XX)
- Villa Lucatello (sec. XX)

### Siti archeologici
- Area archeologica di San Mauro comprendente strutture sovrapposte di cinque diverse età (dall'epoca Romana all'età Moderna)[15]

## Società

### Evoluzione demografica
Abitanti censiti

### Etnie e minoranze straniere
Al 31 dicembre 2022 gli stranieri residenti nel comune erano 794, ovvero il 11,4% della popolazione. Di seguito sono riportati i gruppi più consistenti:
1. Romania 199
2. Albania 124
3. Marocco 62
4. Ucraina 55
5. Nigeria 31

## Cultura

### Eventi
- Festa dea Bira (Ass. Amici di Ca' Memo): variabile a luglio
- Sagra parrocchiale: prime due settimane di maggio
- L'Aia in Festa: 3ª settimana di maggio
- Mercatino dell'Antiquariato: 1º maggio di ogni anno nel centro storico del paese
- Festa dello Sport: ultima settimana di maggio, prima di giugno
- Festa Country: variabile a giugno
- Festa de L'Unità: ultima settimana di luglio, prima di agosto
- Sagra paesana: la terza domenica di settembre
- Natale Noventano
- Festa dell'Epifania (Ass. Amici di Ca' Memo): accensione dalla befana infuocata volante del tipico "pan e vin" con metodo eccezionale si svolge la prima settimana di gennaio. Fuochi d'artificio, pinza, vin brulè, vin bianco e rosso, tè, cioccolata calda, "pasta e fasioi", castagnole e caramelle per tutti i bambini portate dalla Vera Befana
- Pan e Vin (Comitato Santa Teresina): "pan e vin" con metodo tradizionale, pinza, vin brulè e lotteria alimentare (Epifania)
- Festa di Sant'Antonio (Ass. Pro Romanziol): primi giorni di giugno
- Sagra di Santa Teresina (Comitato Santa Teresina): metà ottobre

## Infrastrutture e trasporti

### Strade

#### Autostrade
- Noventa di Piave è toccata dall'Autostrada A4 Venezia-Trieste.

## Amministrazione

### Sindaci dal 1946
| Nominativo                                           | Nominativo                                        | Partito / Coalizione                              | Periodo                                           | Elezione                                          |
| Sindaci eletti dal Consiglio comunale (1946-1993)    | Sindaci eletti dal Consiglio comunale (1946-1993) | Sindaci eletti dal Consiglio comunale (1946-1993) | Sindaci eletti dal Consiglio comunale (1946-1993) | Sindaci eletti dal Consiglio comunale (1946-1993) |
| ---------------------------------------------------- | ------------------------------------------------- | ------------------------------------------------- | ------------------------------------------------- | ------------------------------------------------- |
|                                                      | Gino Piva                                         | Democrazia Cristiana                              | 1946-1956                                         | 1946                                              |
| 1951                                                 | Gino Piva                                         | Democrazia Cristiana                              | 1946-1956                                         |                                                   |
|                                                      | Guerrino Cuzzolin                                 | Democrazia Cristiana                              | 1956-1964                                         | 1956                                              |
| 1960                                                 | Guerrino Cuzzolin                                 | Democrazia Cristiana                              | 1956-1964                                         |                                                   |
|                                                      | Livo Basso                                        | Democrazia Cristiana                              | 1964-1971                                         | 1964                                              |
| 1970                                                 | Livo Basso                                        | Democrazia Cristiana                              | 1964-1971                                         |                                                   |
|                                                      | Odone Agnolon                                     | Democrazia Cristiana                              | 1971-1975                                         | (1970)                                            |
|                                                      | Loris Merli                                       | Partito Socialista Italiano                       | 1975-1980                                         | 1975                                              |
|                                                      | Luigino Cuzzolin                                  | Democrazia Cristiana                              | 1980-1985                                         | 1980                                              |
|                                                      | Italo Pilla                                       | Democrazia Cristiana                              | 1985-1990                                         | 1985                                              |
|                                                      | Odone Agnolon                                     | Democrazia Cristiana                              | 1990-1992                                         | 1990                                              |
|                                                      | Paolo Fogagnolo                                   | Partito Socialista Italiano                       | 1992-1993                                         | (1990)                                            |
|                                                      | Giovanni Bardino (Commiss. prefettizio)           | -                                                 | 1993                                              | -                                                 |
| Sindaci eletti direttamente dai cittadini (dal 1993) |                                                   |                                                   |                                                   |                                                   |
|                                                      | Vittorio Crico                                    | Lega Nord - LV                                    | 1993-1997                                         | 1993                                              |
|                                                      | Loris Merli                                       | Centro-sinistra                                   | 1997-2007                                         | 1997                                              |
| 2002                                                 | Loris Merli                                       | Centro-sinistra                                   | 1997-2007                                         |                                                   |
|                                                      | Alessandro Nardese                                | Centro-sinistra                                   | 2007-2017                                         | 2007                                              |
| 2012                                                 | Alessandro Nardese                                | Centro-sinistra                                   | 2007-2017                                         |                                                   |
|                                                      | Claudio Marian                                    | Centro-sinistra                                   | 2017-in carica                                    | 2017                                              |
| 2022                                                 | Claudio Marian                                    | Centro-sinistra                                   | 2017-in carica                                    |                                                   |

## Galleria d'immagini

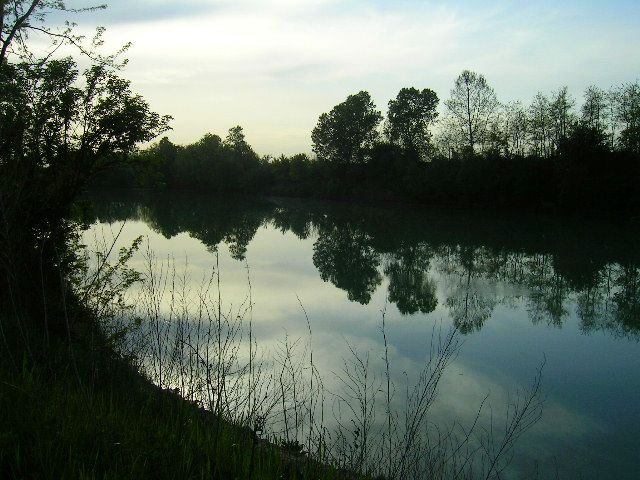
Veduta del Piave in località Ca' Memo
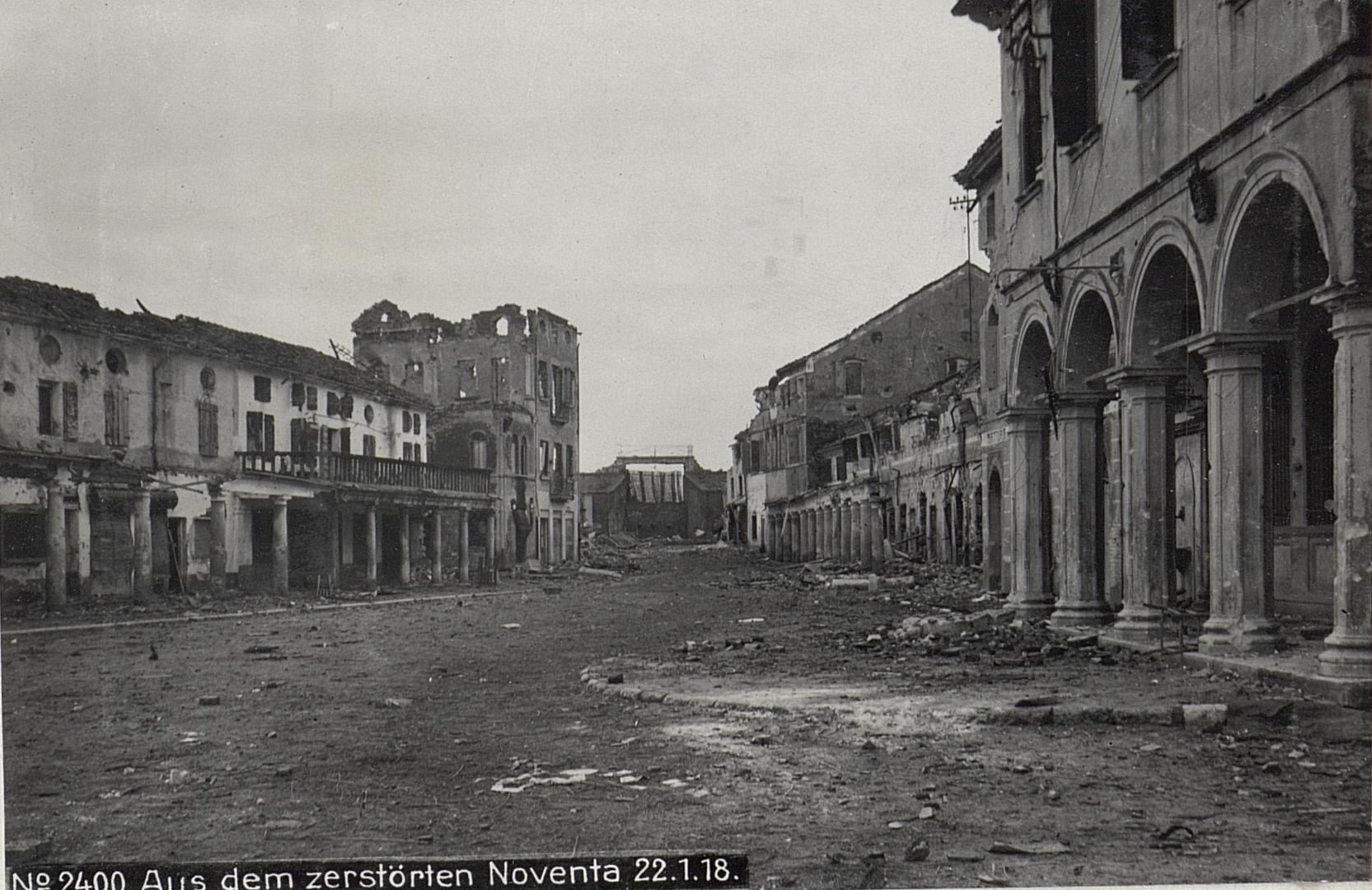
Le rovine di Noventa causate dalla Prima guerra mondiale
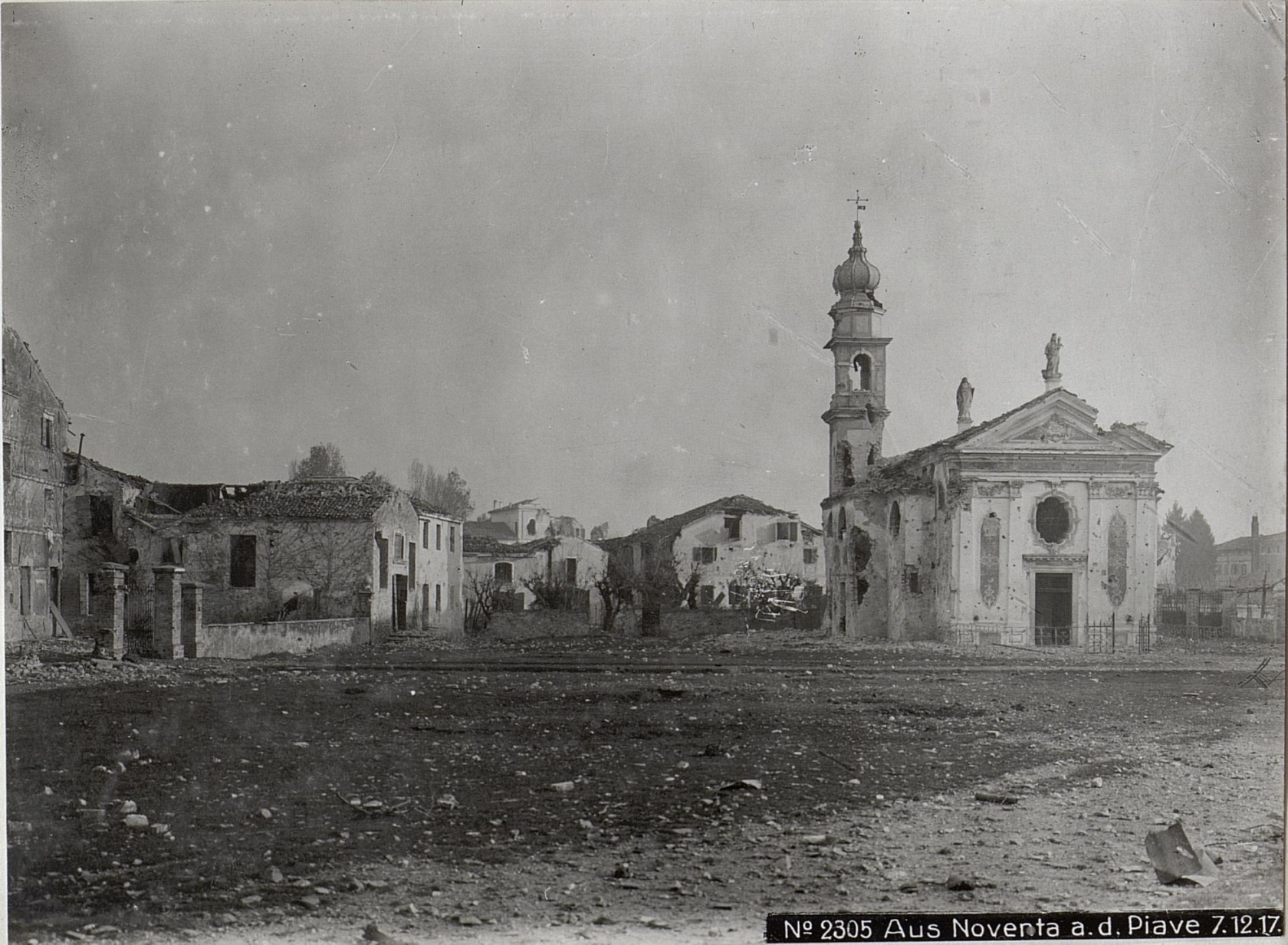
Il duecentesco oratorio della Beata Vergine del Rosario, devastato dai bombardamenti della Prima guerra mondiale